# مجزرة الكرنتينا
مجزرة الكرنتينا هي مجزرة وقعت في 18 يناير 1976 في أوائل الحرب الأهلية اللبنانية، وراح ضحيتها حوالي 1000 فلسطيني ولبناني إثر هجوم قامت به ميليشيات الكتائب ،نمور الأحرار وحراس الأرز على منطقة الكرنتينا - المسلخ. كانت المنطقة التي يسكنها حوالي 30,000 شخص، تحت سيطرة منظمة التحرير الفلسطينية، وقد حاولت القوى اليمينية في يوليو 1975 اجتياحها دون جدوى. جاء رد القوات المشتركة للفلسطينيين وميليشيات الحركة الوطنية اللبنانية سريعا إذ قاموا باجتياح بلدة الدامور بعد يومين فيما يعرف بمجزرة الدامور.
الكارناتينا هي العشوائيات في بيروت، تقع شرق المرفأ وتطل على جسرين كانا يربطان شرق العاصمة المسيحية بالمناطق المسيحية في جبل لبنان وبين شرق بيروت وميناء جونية، ومن خلالهما تدفقت الذخائر إلى الكتائب. أنشأت منظمة التحرير الفلسطينية معسكر تدريب في الحي، حيث لم يكن معظم السكان فلسطينيين على الإطلاق -كان معظمهم من العمال الأجانب الأكراد والأرمن الذين يعملون في الميناء. في يوليو 1975، كان يعيش حوالي 3000 شخص في الحي، الذي كان مُهدّمًا بسبب الحرب الأهلية، وفي بداية يناير 1976 شنّت قوات المسلمين هجومًا على المسيحيين، وكان هناك خوف من أن يؤدي الاتصال بين القوات في الكارنتينا وبين نبعة سيؤدي حتمًا إلى تطويق المسيحيين في بيروت.
وفي إطار التوجه الذي كان سائدًا في الحرب الأهلية في لبنان، والمتمثل في الاستيلاء على مناطق ذات هوية طائفية مُعيّنة ثمَّ القضاء على الجيوب الطائفية الأخرى في نفس المنطقة، هاجمت الميليشيات المسيحية، بدعم من سوريا، حي الكرنتينا. في 4 كانون الثاني (يناير) 1976، قامت الميليشيات المسيحية، بالتعاون مع جنود الجيش اللبناني المسيحي، بفرض حصار على الحي. وقد تعرض الحي للقصف بقذائف الهاون، إلا أن عناصر منظمة التحرير الفلسطينية رفضوا السماح لسكان الحي بالمغادرة.
استمر القتال لمدة ثلاثة أيام، مما أودى بحياة الكثيرين من سكان الحي. وفي النهاية، سيطرت الميليشيات المسيحية على الحي. كما امتد القتال وعمليات القتل إلى حي المصلح المجاور، وتم تجريف معظم المنازل في كلا الحيين وإضرام النار فيها. ووفقا للفلسطينيين، كان المقاتلون المسيحيون تحت تأثير المخدرات عندما ألقوا قنابل يدوية على المنازل، وأطلقوا النار على الرجال الذين اعترضوا طريقهم، واغتصبوا الفتيات وسرقوا المجوهرات والذهب. وبعد وقف إطلاق النار، تم إخلاء القوات المسيحية من كارنتينا في 1 فبراير 1976.

## عدد الضحايا
قدر الباحث ويليام هاريس أن عدد الضحايا بلغ 1500 فلسطيني وشيعي. ويدعي المسيحيون أن معظم القتلى في المعارك كانوا من مقاتلي منظمة التحرير الفلسطينية، الذين كانوا في بعض الأحيان يمنعون المواطنين المذعورين من مغادرة الحي أثناء القتال.

## تداعيات المجزرة
يرى كثيرون أن هذه المجزرة كانت الدافع للمجزرة التي قام بها الفلسطينيون في الدامور بعد يومين. وقد دفع كلا الحدثين، في النهاية، العديد من اللبنانيين المسلمين والمسيحيين إلى مغادرة أماكن إقامتهم في بيروت، والانتقال إلى المناطق التي تسيطر عليها ميليشياتهم الطائفية. وقد أدى هذا الرحيل إلى تقسيم بيروت إلى قسم شرقي حيث يعيش المسيحيون، وقسم غربي حيث يعيش المسلمون.
بعد فترة من المجزرة، تم إنشاء مقر الميليشيا المسيحية التي توحد القوات اللبنانية في الكرنتينا. وفي هذا المقر أجرى جنود القوات تحقيقات وحشية. تم إطلاق النار على ما يقرب من 2000 إلى 3000 شخص ممّن بقوا على قيد الحياة بعد الاستجوابات، وألقوا في خنادق دفن كبيرة على مشارف الكارنتينا. وفي الثمانينيات، نُقِلَت العظام إلى وادي بالقرب من قرية سكنتا، ومنذ ذلك الحين أطلق على المكان اسم "وادي الجماجم".